# Pseudopoda zhangmuensis
Pseudopoda zhangmuensis is een spinnensoort uit de familie jachtkrabspinnen (Sparassidae). De soort komt voor in China.